# Massimo Poggio
Massimo Poggio (ur. 9 kwietnia 1970 w Alessandrii) – włoski aktor filmowy, telewizyjny i teatralny.

## Filmografia

### Filmy fabularne
- 1999: Ama il tuo nemico jako Mauro
- 2000: Róża i Kornelia (Rosa e Cornelia) jako Lorenzo
- 2000: Alex l’ariete jako Robbi
- 2001: As przestworzy (L’Uomo del vento)
- 2003: Grupa (Il Gruppo)
- 2003: Il Quaderno della spesa jako Zamboni
- 2003: Okna (La finestra di fronte) jako Młody Davide
- 2004: Vicino al fiume jako Carlindo
- 2005: Święte serce (Cuore sacro) jako Ojciec Carras
- 2005: De Gasperi, l’uomo della speranza jako Giacomo Matteotti
- 2007: Tajemnica Arianny (Il Segreto di Arianna) jako Mauro Mancini
- 2007: Prawdziwa historia Marii Montessori (Maria Montessori: una vita per i bambini, TV) jako Giuseppe Montesano
- 2007: All’amore assente jako Detektyw
- 2009: Urodziny Davida (Il compleanno) jako Matteo
- 2010: Eisfieber jako Hugo
- 2011: 6 Giorni sulla terra jako dr Davide Piso
- 2012: K2 – La montagna degli italiani jako Achille Compagnoni

### Seriale TV
- 2006: Questa è la mia terra jako Giacomo De Santis
- 2008: I Liceali jako Enea Pannone
- 2011: Detektyw w habicie (Che Dio ci aiuti) jako Marco Ferrari
- 2011: Cenerentola jako Valerio
- 2013: Casa & bottega jako Fabrizio